# Circonscription électorale de Wakayama
La circonscription électorale de Wakayama (和歌山県選挙区, Wakayama-ken senkyo-ku) est une subdivision électorale de la Chambre des conseillers du Japon, représentant la préfecture de Wakayama. Deux conseillers y sont élus au scrutin uninominal majoritaire à un tour.

## Conseillers
| Série 1 (1947 : 1er, mandat de 6 ans) | Série 1 (1947 : 1er, mandat de 6 ans) | Élection              | Série 2 (1947 : 2e, mandat de 3 ans) | Série 2 (1947 : 2e, mandat de 3 ans) |
| ------------------------------------- | ------------------------------------- | --------------------- | ------------------------------------ | ------------------------------------ |
|                                       | Yorisada Tokugawa (ja) (Ind.)         | 1947                  |                                      | Kichinojō Tamaki (ja) (Ind.)         |
| 1950                                  | Yorisada Tokugawa (ja) (Ind.)         |                       | Jun'ichirō Nagai (ja) (Ind.)         |                                      |
|                                       | Yorisada Tokugawa (PL)                | 1953                  | Jun'ichirō Nagai (ja) (Ind.)         |                                      |
|                                       | Kichisaburō Nomura (Ind.)             | 1954,                 | Jun'ichirō Nagai (ja) (Ind.)         |                                      |
| 1956                                  | Kichisaburō Nomura (Ind.)             |                       | Kazuo Maeda (ja) (PLD)               |                                      |
|                                       | Kichisaburō Nomura (PLD)              | 1959                  | Kazuo Maeda (ja) (PLD)               |                                      |
| 1962                                  | Kichisaburō Nomura (PLD)              |                       | Kazuo Maeda (ja) (PLD)               |                                      |
| Tsuruichi Wada (ja) (PLD)             | 1964,                                 |                       | Kazuo Maeda (ja) (PLD)               |                                      |
| Tsuruichi Wada (ja) (PLD)             | 1965                                  |                       | Kazuo Maeda (ja) (PLD)               |                                      |
| Tsuruichi Wada (ja) (PLD)             | 1968                                  |                       | Kazuo Maeda (ja) (PLD)               |                                      |
| Masataka Sekō (ja) (PLD)              | 1971                                  |                       | Kazuo Maeda (ja) (PLD)               |                                      |
| Masataka Sekō (ja) (PLD)              | 1974                                  |                       | Kazuo Maeda (ja) (PLD)               |                                      |
| Masataka Sekō (ja) (PLD)              | 1977                                  |                       | Kazuo Maeda (ja) (PLD)               |                                      |
| Masataka Sekō (ja) (PLD)              | ,1978                                 | Isao Maeda (ja) (PLD) |                                      |                                      |
| Masataka Sekō (ja) (PLD)              | 1980                                  | Isao Maeda (ja) (PLD) |                                      |                                      |
| Masataka Sekō (ja) (PLD)              | 1983                                  | Isao Maeda (ja) (PLD) |                                      |                                      |
| Masataka Sekō (ja) (PLD)              | 1986                                  | Isao Maeda (ja) (PLD) |                                      |                                      |
| Masataka Sekō (ja) (PLD)              | 1989                                  | Isao Maeda (ja) (PLD) |                                      |                                      |
| Masataka Sekō (ja) (PLD)              | 1992                                  | Isao Maeda (ja) (PLD) |                                      |                                      |
| Masataka Sekō (ja) (PLD)              | 1995                                  | Isao Maeda (ja) (PLD) |                                      |                                      |
| Masataka Sekō (ja) (PLD)              | 1998                                  |                       | Yōsuke Tsuruho (ja) (PL)             |                                      |
| Hiroshige Sekō (PLD)                  | 1998,                                 |                       | Yōsuke Tsuruho (ja) (PL)             |                                      |
| Hiroshige Sekō (PLD)                  | 2001                                  |                       | Yōsuke Tsuruho (ja) (PL)             |                                      |
| Hiroshige Sekō (PLD)                  | 2004                                  |                       | Yōsuke Tsuruho (PLD)                 |                                      |
| Hiroshige Sekō (PLD)                  | 2007                                  |                       | Yōsuke Tsuruho (PLD)                 |                                      |
| Hiroshige Sekō (PLD)                  | 2010                                  |                       | Yōsuke Tsuruho (PLD)                 |                                      |
| Hiroshige Sekō (PLD)                  | 2013                                  |                       | Yōsuke Tsuruho (PLD)                 |                                      |
| Hiroshige Sekō (PLD)                  | 2016                                  |                       | Yōsuke Tsuruho (PLD)                 |                                      |
| Hiroshige Sekō (PLD)                  | 2019                                  |                       | Yōsuke Tsuruho (PLD)                 |                                      |
| Hiroshige Sekō (PLD)                  | 2022                                  |                       | Yōsuke Tsuruho (PLD)                 |                                      |
|                                       | Yoshio Mochizuki (ja) (Ind.)          | 2025                  | Yōsuke Tsuruho (PLD)                 |                                      |